# Meistaradeildin (1963)
W roku 1963 odbyła się 21. edycja Meistaradeildin (dziś zwanej Formuladeildin), czyli pierwszej ligi piłki nożnej archipelagu Wysp Owczych. W sezonie brało udział 4 zespołów, zwycięzcą został HB Tórshavn, pokonując zwycięzcę poprzedniego sezonu B36 Tórshavn.

## Uczestnicy
| Uczestnicy Meistaradeildin 1962                                                                               | Uczestnicy Meistaradeildin 1962 | Uczestnicy Meistaradeildin 1962 | Uczestnicy Meistaradeildin 1962 |
| --- | ------------------------------- | ------------------------------- | ------------------------------- |
| B36 | B36 Tórshavn                    | 1                               |                                 |
| KÍ | KÍ Klaksvík                     | 2                               |                                 |
| HB | HB Tórshavn                     | 3                               |                                 |
| TB | TB Tvøroyri                     | 4                               |                                 |
| Oznaczenia: - kolumna pierwsza – skróty nazw drużyn, - kolumna trzecia – miejsce zajęte w poprzednim sezonie. |                                 |                                 |                                 |

## Rozgrywki

### Tabela
| Lp. | Drużyna         | M | Z | R | P | Bramki | Bramki | Różn. | Pkt | Uwagi |
| --- | --------------- | - | - | - | - | ------ | ------ | ----- | --- | ----- |
| 1   | HB Tórshavn (M) | 6 | 5 | 0 | 1 | 17     | 4      | +13   | 10  |       |
| 2   | KÍ Klaksvík     | 6 | 3 | 2 | 1 | 13     | 11     | +2    | 8   |       |
| 3   | B36 Tórshavn    | 6 | 2 | 2 | 2 | 12     | 17     | −5    | 6   |       |
| 4   | TB Tvøroyri     | 6 | 0 | 0 | 6 | 6      | 16     | −10   | 0   |       |

### Wyniki spotkań
| Gospodarz \ Gość | B36 | HB  | KÍ  | TB  |
| B36 Tórshavn     |     | 0:5 | 4:4 | 3:2 |
| HB Tórshavn      | 3:1 |     | 0:1 | 4:0 |
| KÍ Klaksvík      | 2:2 | 1:3 |     | 2:0 |
| TB Tvøroyri      | 1:2 | 1:2 | 2:3 |     |

Aktualne na 14 marca 2015. Źródło: FaroeSoccer.com
Objaśnienia:
1Drużyna gospodarzy jest wymieniona po lewej stronie tabeli.
Kolory: zielony – zwycięstwo gospodarzy, żółty – remis, różowy – zwycięstwo gości.

## Sędziowie
Następujący arbitrzy sędziowali poszczególne mecze Meistaradeildin 1963:
| Kraj        | Imię i nazwisko   | Klub        | Data urodzenia | Debiut w Meistaradeildin | Mecze w Meistaradeildin | Mecze w sezonie 1962 |
| ----------- | ----------------- | ----------- | -------------- | ------------------------ | ----------------------- | -------------------- |
| Wyspy Owcze | Birgir Hansen     | ?           | 08.02.1942     | ?                        | ?                       | 3                    |
| Wyspy Owcze | Egga Jensen       | HB Tórshavn | 22.01.1944     | ?                        | ?                       | 3                    |
| Wyspy Owcze | Magnus Kjelnæs    | KÍ Klaksvík | ?              | ?                        | ?                       | 1                    |
| Wyspy Owcze | Sjúrður Magnussen | ?           | ?              | ?                        | ?                       | 1                    |
| Wyspy Owcze | Kaj Vilhelm Meyer | ?           | ?              | ?                        | ?                       | 1                    |
|             | ?                 |             |                |                          |                         | 3                    |